# Muchacha con farol
Muchacha con farol és una de les primer obres on Josep Nogué Massó desenvolupà la tècnica del clarobscur i mostrà la seva fascinació per la reproducció pictòrica de la llum.

## Context de l'obra
Josep Nogué realitzarà gran part de la seva formació artística a l'Acadèmia de Belles Arts de San Fernando de Madrid. En aquells moments l'artista no mostrarà un especial interès per la llum, element que a partir de l'obra que mostrem en aquest article canviarà completament, al contrari se centrarà en obres de caràcter costumista i la representació de paisatges.
És Muchacha con farol l'obra que ens mostra un canvi en aquest sentit. Josep Nogué sentirà una atracció cap al clarobscur, cap a la representació viva dels colors dins les seves obres. Tot i que desconeixem si Nogué havia observar alguna obra de Lluís Graner i Arrufí és inhabitable a l'observar la present obra, que ens recordi alguna de les peces de Graner. Però Nogué treballarà amb un traç molt més fugaç i desmarcat. Sense definir les línies de la figura. Mostrant les zones on més llum i calor es produeix amb un color vermell molt intens.
Com ja hem dit serà una de les primeres obres on la llum començarà ha destacar, després Nogué realitzarà altres obres amb aquesta necessitat sobre la llum. Algunes d'elles són ''Autoretrat I'' o Calvario de Sagunto.

## Descripció
Com ja hem indicat a l'apartat anterior Muchacha con farol és una de les obres més impressionants de la producció primerenca del Pintor Nogué. La seva composició és força simple, una figura femenina davant d'un fons totalment neutre. A les seves mans aquesta dona hi aguanta un fanalet. Aquest element festiu és el centre de la composició i el punt de llum necessari per a la creació del clarobscur.
Muchacha con farol és una de les obres amb un caràcter més festiu i informal de l'obra del Pintor Nogué. Fins i tot la cara de la figura mostra un somriure, un fet estrany dins el gènere del retrat conreat per l'artista.